# Degar
Les Degar ou Rang Đê sont un groupe ethnique parlant les langues ede et jaraï de la famille des langues malayo-polynésiennes. 
La population de ce groupe ethnique au Vietnam est d'environ 717 557 habitants. Les Rang De seraient les ancêtres des Ede et des Jaraï, dont de nombreuses traces sont attestées sur des stèles du Champa. Le nom de l'ethnie est encore aujourd'hui celui que les Cham utilisent pour désigner les deux groupes ethniques Ede et Jarai, qui ont une origine commune avec l'ancienne ethnie Degar. Selon certaines hypothèses, il est fort possible que l'attaque de l'Empire mongol, puis l'avancée sudiste des Vietnamiens, aient repoussé les Cham vers la plaine de Cheo Reo pour se fondre avec l'ancien peuple Rang Đê, créant ainsi une situation de séparation ethnique entre les Ede (Rhade) et les Jarai après le XVe siècle. Cette période est également appelée période Phara, signifiant séparation. Après la chute du Champa face à Vijya, les Jarai formèrent l' ancien État de Nam Bàn (vi).

## Histoire
Au début de l'ère chrétienne, deux grands royaumes malayo-polynésiens apparaissent sur la péninsule indochinoise : le Fou-nan et le Champa. Le territoire du Funan s'étendait du golfe de Thaïlande au lac Tonlé Sap, mais son influence s'étendait au Haut-Laos et au nord de la Birmanie. Le Champa était constitué de nombreux petits royaumes opérant indépendamment le long des plaines étroites du centre du Vietnam jusqu'au pied de la chaîne de montagnes Truong Son à l'ouest : Lâm Ấp (vi) ou Indrapura (Binh Tri Thien), Amaravati (Quang Nam), Vijaya (Binh Dinh), Aryaru (Phu Yen), Kauthara (Khanh Hoa) et Panduranga (Phan Rang). Les principales activités des peuples malayo-polynésiens étaient la riziculture et le commerce du riz. Afin de trouver des biens plus rares à échanger avec les navires marchands, les Malayo-Polynésiens étendent leur contrôle aux régions montagneuses et soumettent simultanément les groupes autochtones qui y sont présents, notamment le groupe Ede Bih le long de Krong Ana, aujourd'hui appelé Ede Bih, avec leurs compétences en tissage, joaillerie, poterie et riziculture. Le groupe Bih est le premier groupe malayo-polynésien à s'installer et à fuir vers le continent, apportant avec lui les techniques de riziculture le long du fleuve, le tissage de tissus grossiers, la bijouterie en perles et la poterie rudimentaire. À la fin du VIIe siècle, l'armée javanaise d'Indonésie venue de la mer de l'Est envahit Earyu (Phu Yen) et Kauthara-Ea Trang (Khanh Hoa). Une grande partie du peuple Champa se réfugie sur le plateau de Mdrak, apportant avec elle la culture matriarcale, l'architecture, l'agriculture et la langue champa, formant ainsi les groupes Degar. Les plus anciennes stèles du Champa, datant du VIIIe siècle, mentionnent le groupe Degar le long de la rivière Ea Trang (Nha Trang). Dans la stèle de Po Naga érigée en 965 à la tour de Po Naga (Nha Trang, Khanh Hoa), est cette inscription : « Vers l'an 703-706 du calendrier saka (781-784 après J.-C.), le roi Satyavarman érigea un linga (objet sacré) pour vénérer le dieu Shiva et établit son neveu comme roi Vikrantavarman (en raison du système matriarcal, l'oncle transmettait le trône à son neveu par la lignée maternelle)... et le roi conquit le peuple Randaya (Rang Đê). »

## Localisation
Les Degar vivent et résident principalement dans les provinces de Dak Lak, Gia Lai et Kon Tum, à l'ouest des provinces de Phu Yen et Khanh Hoa.